# For Your Consideration (film)
For Your Consideration è un film del 2006 diretto da Christopher Guest.